# ميل راموس
ميل راموس (بالإنجليزية: Mel Ramos)‏ هو رسام أمريكي، ولد في 24 يوليو 1935 في ساكرامنتو في الولايات المتحدة، وتوفي في 14 أكتوبر 2018 في أوكلاند في الولايات المتحدة بسبب قصور القلب.

## وصلات خارجية
- الموقع الرسمي
- ميل راموس على موقع مونزينجر (الألمانية)
- ميل راموس على موقع ميوزك برينز (الإنجليزية)
- ميل راموس على موقع ديسكوغز (الإنجليزية)